# Dracunculus canariensis
Dracunculus canariensis é uma espécie de planta com flor pertencente à família Araceae. 
A autoridade científica da espécie é Kunth, tendo sido publicada em Enumeratio Plantarum Omnium Hucusque Cognitarum 3: 30. 1841.

## Portugal
Trata-se de uma espécie presente no território português, nomeadamente no Arquipélago da Madeira.
Em termos de naturalidade é endémica da região Macaronésia.

## Protecção
Não se encontra protegida por legislação portuguesa ou da Comunidade Europeia.